# Kamilia
Cet article possède un paronyme, voir Kamilla.
Kamilia est un prénom féminin.

## Popularité
En France, le prénom Kamilia est assez rare bien que sa popularité présente une tendance à la hausse,.

## Fête
Les Kamilia sont fêtées le 5 octobre comme beaucoup de prénoms floraux.

## Personnalités portant ce prénom
Le prénom Kamilia est notamment porté par :
- Kamilia Shehata (née en 1985), éducatrice égyptienne ;
- Manal Kamilia Hadj Saïd (née en 1992), karatéka algérienne.